# Лу Ђи
Лу Ђи, на кинеском: 陆机 (Lù Jī), био је кинески песник и теоретичар песништва. Живео је од 261. до 303. године.
Био је родом из племићке породице државе Ву (кин. Ву Гуо 吴国, Wú Guó). Династија Западни Ђин (кин. Сји Ђин 西晋, Xī Jì) освојила је државу Ву 280. године. Лу Ђи је у служби династије Ђин достигао висок положај у државној администрацији. Међутим, 303. године је оптужен за издају и погубљен.
Његове песме, савршене по облику, прављене су по узорима традиционалних кинеских песама анонимних писаца, махом су рефлексивне и повезане са политичким потресима његовог времена. Његова поетика, један од првих радова те врсте у Кини, посвећена је надахнућу које диже песника изнад света.